# South Cardiff FC
South Cardiff FC – australijski, półprofesjonalny klub piłkarski z siedzibą w zachodnim Newcastle – dzielnicy Cardiff South. Założony w 1989 roku, obecnie występuje w National Premier Leagues Northern NSW. Przydomek klubu The Gunners (pol. Kanonierzy) pochodzi od angielskiego klubu Arsenal F.C.. 
South Cardiff FC oprócz pierwszego zespołu, prowadzi sekcje młodzieżowe w następujących kategoriach wiekowych: do lat 13, 14, 15, 17, 19 i 22.

## Sukcesy
- 1/16 FFA Cup (1): 2014[3].